# Boris Vexler
Boris Vexler (* 17. Februar 1977 in Moskau, Sowjetunion) ist ein deutscher Mathematiker und Hochschulprofessor.

## Werdegang
Boris Vexler studierte an der Lomonossow-Universität Moskau und an der Universität Heidelberg. Er wurde 2004 an der Universität Heidelberg promoviert und habilitierte sich 2008 an der Universität Graz. Nach seiner Promotion war er am Johann-Radon-Institut für Angewandte Mathematik (RICAM) der Österreichischen Akademie der Wissenschaften in Linz tätig und wurde 2008 an die Technische Universität München (TUM) zunächst auf Professur für Steuerungstheorie berufen. Nach den auswärtigen Rufen an die Universitäten Wien und Düsseldorf wurde er 2013 auf den Lehrstuhl für Optimalsteuerung an der TUM berufen. Seit 2012 ist Boris Vexler Sprecher des internationalen Graduiertenkollegs IGDK 1754 und seit 2016 Studiendekan der Fakultät für Mathematik.

## Forschungsschwerpunkte
Boris Vexler forscht auf dem Gebiet der numerischen Behandlung von Problemen, die durch partielle Differentialgleichungen (PDEs) beschrieben werden. Der Schwerpunkt liegt auf der Entwicklung und Analyse effizienter numerischer Algorithmen zur Lösung von Optimierungsproblemen mit PDEs.

## Auszeichnungen
- Preis als bester Betreuer des Elitestudienprogramms TopMath (2018)
- Nominierung als Finalrundenteilnehmer beim ECCOMAS-Preis für die beste Dissertation (2005)
- Leslie Fox Prize in Numerical Analysis, Cambridge, 2. Platz (2004)

## Veröffentlichungen
- mit D. Leykekhman: Discrete maximal parabolic regularity for Galerkin finite element methods. Numerische Mathematik. 2017; 135(3): 923-952.
- mit K. Kunisch, K. Pieper: Measure valued directional sparsity for parabolic optimal control problems. SIAM J. Control Optim. 2014; 52(5): 3078–310.
- mit D. Meidner: A priori error estimates for space-time finite element approximation of parabolic optimal control problems I/II. SIAM J. Control Optim. 2008; 47(3): 1150-1177, 1301-1329.
- mit D. Meidner: Adaptive space-time finite element methods for parabolic optimization problems. SIAM J. Control Optim. 2007; 46(1): 116-142.
- mit R. Becker: Optimal control of the convection-diffusion equation using stabilized finite element methods. Numer. Math. 2007; 106(3): 349-367.